# Teorema de Artin-Wedderburn
O teorema de Wedderburn-Artin estabelece que um anel semisimples A é isomorfo a um produto de {\displaystyle k\;} anéis de matrizes de ordem {\displaystyle n_{i}\;} sobre anéis de divisão {\displaystyle C_{i}\;} onde {\displaystyle k\;}, {\displaystyle n_{i}\;} e {\displaystyle C_{i}\;} estão determinados de forma única salvo a ordem {\displaystyle (i=1,2,\dots ,k)\;}. Como consequência se obtém que qualquer anel simples e artiniano pela esquerda (ou pela direita) é isomorfo a um anel de matrizes de ordem n sobre um anel de divisão.
O teorema de Wedderburn-Artin reduz o problema de classificar anéis simples sobre um anel de divisão a classificar anéis de divisão que contém um anel de divisão dado. E isto todavia pode ser mais simplificado: o centro de um anel de divisão será um corpo K.